# Eva Röse
Eva Charlotta Röse (Stoccolma, 16 ottobre 1973) è un'attrice e conduttrice televisiva svedese.
Nel 2007 è stata nominata ambasciatrice di buona volontà dell'UNICEF.

## Biografia
Nata a Stoccolma nel 1973, Eva Röse fa il suo esordio in un cortometraggio televisivo all'età di 11 anni e nel 1992 è una delle conduttrici della trasmissione per bambini Disneyklubben di SVT1. Dal 1994 al 1998 frequenta l'Accademia d'arte drammatica di Stoccolma e nel 1996 dopo debutta al Teatro Reale Drammatico nella commedia Il signor Puntila e il suo servo Matti di Bertolt Brecht.

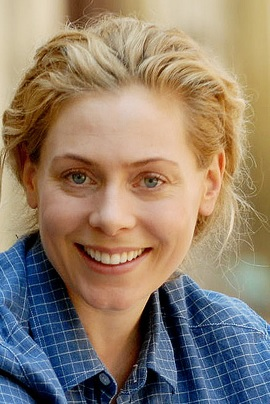
Eva Röse nel 2005

Negli anni successivi prosegue l'attività teatrale recitando in opere come La gatta sul tetto che scotta di Tennessee Williams, Harry, ti presento Sally... di Nora Ephron, Zio Vanja di Anton Čechov e Don Giovanni o Il convitato di pietra di Molière, quest'ultima andata in scena anche in Italia, Hong Kong e Nuova Zelanda.
Al cinema ottiene i ruoli principali nel fantasy Storm di Måns Mårlind e Björn Stein (2005) e nella commedia romantica Att göra en pudel di Anette Winblad (2006), grazie ai quali riceve nel 2006 lo Shooting Stars Award dalla European Film Promotion durante la 56ª edizione del Festival di Berlino.
Oltre che al cinema e in teatro, Eva Röse compare in numerose produzioni televisive, inclusi film, serie tv (Creepschool , Maria Wern, Real Humans) e programmi d'informazione e attualità.

### Vita privata
È sposata dal 2014 con il fotografo Jacob Felländer dal quale ha avuto tre figli, Florian, Floyd e Flynn.

## Filmografia

### Cinema

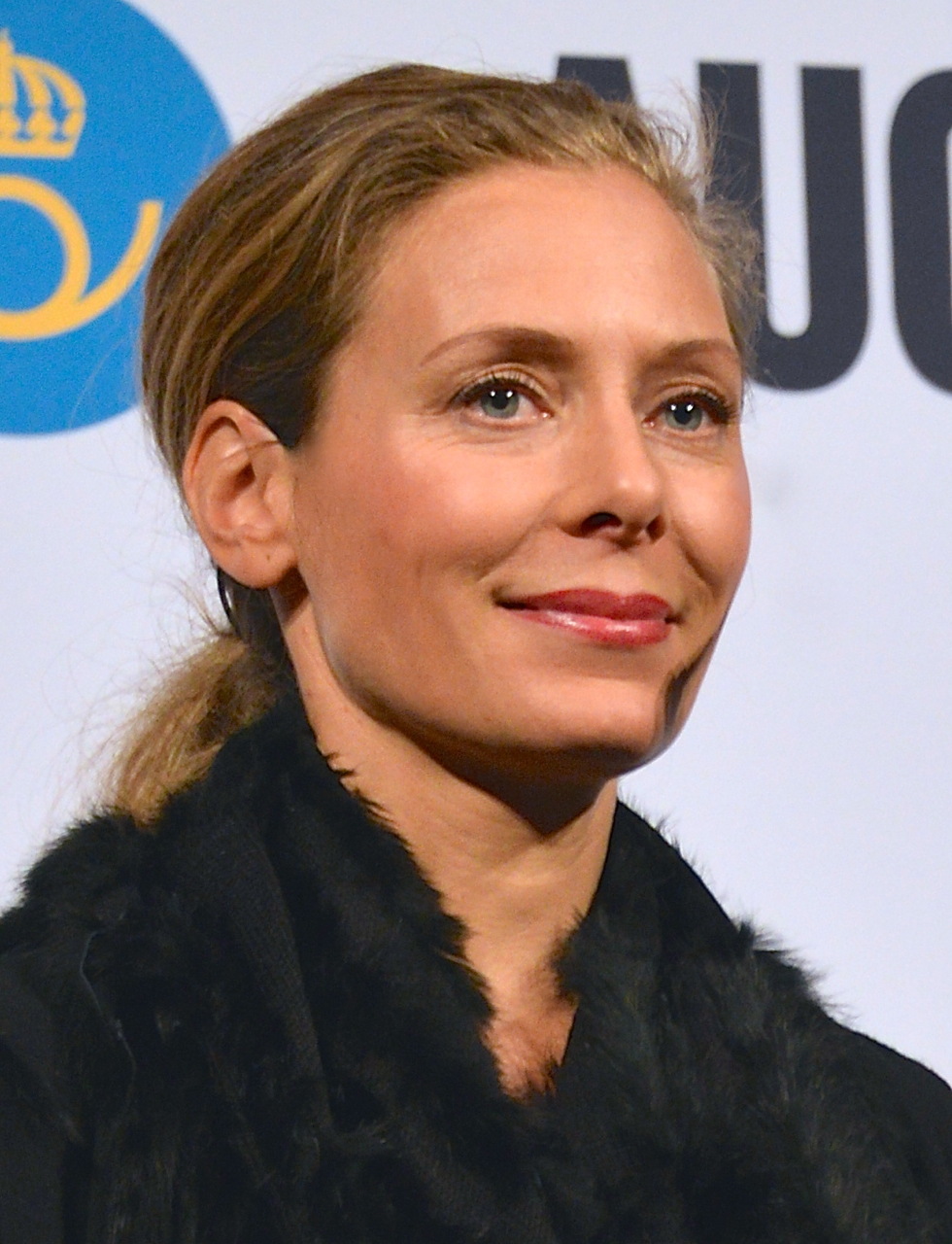
Nel 2013 durante gli August Prize

- De største helte, regia di Thomas Vinterberg (1996)
- Adam & Eva, regia di Måns Herngren e Hannes Holm (1997)
- Magnetisøren's femte vinter, regia di Morten Henriksen (1999)
- Borta/Nära, regia di Olivier Guerpillon (2001) – Cortometraggio
- Blå måndag, regia di Anders Lennberg (2001)
- Leva livet, regia di Mikael Håfström (2001)
- Minä ja Morrison, regia di Lenka Hellstedt (2001)
- Disco Kung Fu, regia di Måns Mårlind e Björn Stein (2002) – Cortometraggio
- Kops (Kopps), regia di Josef Fares (2003)
- La foresta misteriosa (Villmark), regia di Pål Øie (2003)
- Komplett galen, regia di Rafael Edholm (2004)
- Storm, regia di Måns Mårlind e Björn Stein (2005)
- Annas bästa kompis, regia di Maria Bolme (2006) – Cortometraggio
- Att göra en pudel, regia di Anette Winblad (2006)
- Göta kanal 2 - Kanalkampen, regia di Pelle Seth (2006)
- Mirakel, regia di Thomas Kaiser (2006)
- Rallybrudar, regia di Lena Koppel (2008)
- Göta kanal 3 - Kanalkungens hemlighet, regia di Christjan Wegner (2009)
- Prästen i paradiset, regia di Kjell Sundvall (2015)
- The Paradise Suite, regia di Joost van Ginkel (2015)
- Innan vintern kommer, regia di Stefan Jarl (2018)
- Cartoline di morte (The Postcard Killings), regia di Danis Tanović (2020)

### Televisione
Serie tv

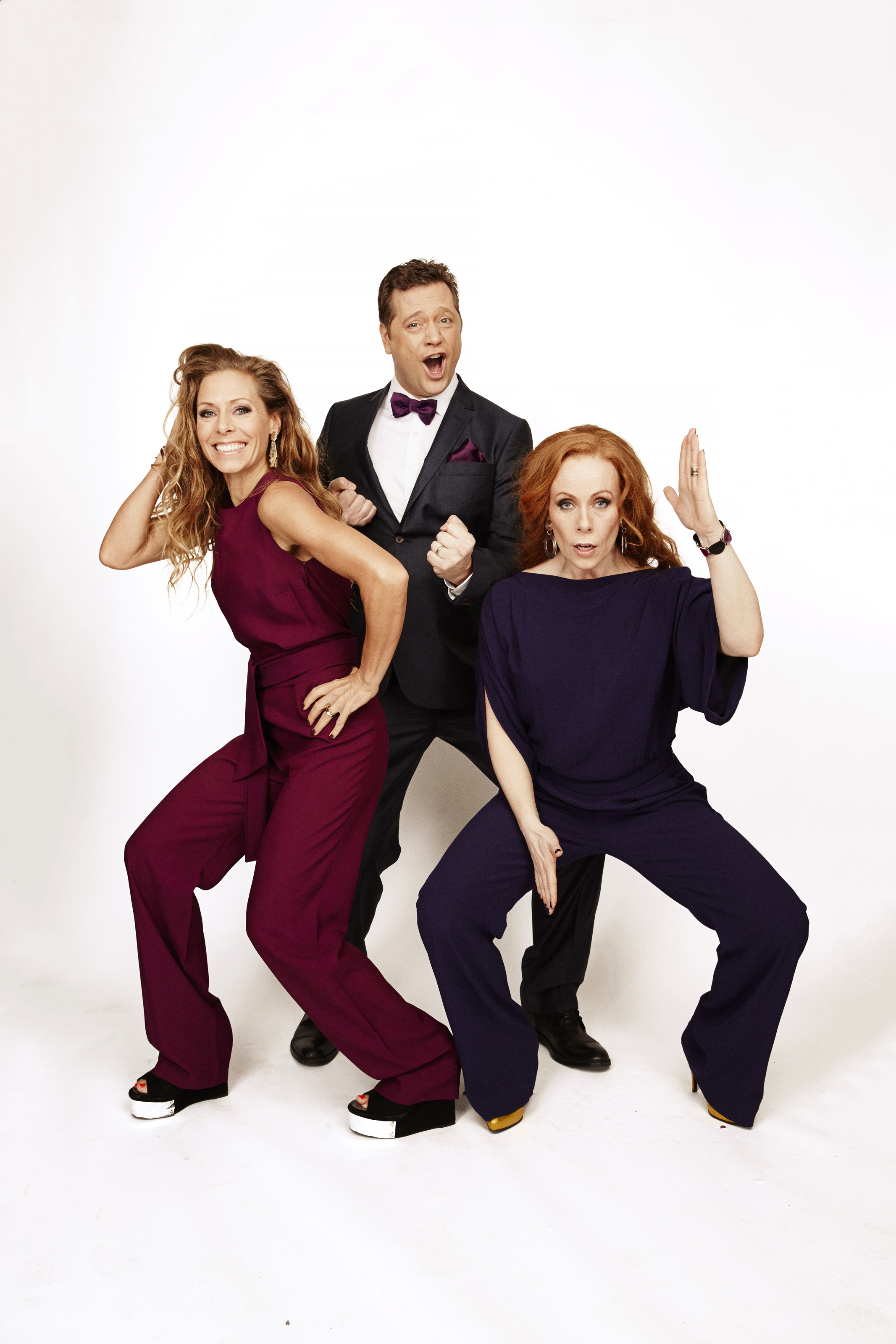
Eva Röse (a sinistra), nel 2015 nella trasmissione Partaj di Kanal 5

- Rederiet – Episodi Äkta silver e Far och son (1994)
- Du bestämmer – Episodi Vännerna e Hyresgästen (1994-1995)
- Anmäld försvunnen – Episodio 1.7 (1995)
- Nudlar och 08:or – Episodio Wannabees (1996)
- Cluedo - en mordgåta – Episodio 2.4 (1996)
- Längtans blåa blomma – Miniserie (1998)
- I.K. - Ivar Kreuger – Miniserie, episodio 1.1 (1998)
- OP7 – Episodio 3.1 (1999)
- Brott§våg – Episodio Anstalt 240 (2000)
- Kotikatu –  5 episodi (2001-2002)
- Talismanen – Miniserie, episodio 1.6 (2003)
- De drabbade – Miniserie (2003)
- c/o Segemyhr – Episodio 5.5 (2004)
- Creepschool  (2004)
- Sthlm – Episodio Johan (2008)
- Hotell Kantarell –  2 episodi (2008-2009)
- Maria Wern (2008-2018)
- Der Kommissar und das Meer – Episodi Ein Leben ohne Lügen e Unter Männern (2010-2015)
- Solsidan – Episodio Cancernoja och ideellt arbete (2011)
- Real Humans (Äkta människor) – Prima stagione (2012)
- Partaj (2012-2015)
- Jättebästisar – Episodi 1.1, 1.2 e 1.8 (2014)
- Skolan (2016)
- Jävla klåpare –  5 episodi (2016)
- Helt Perfekt (2018)
- De dagar som blommorna blommar – Miniserie (2018)

Film tv
- Isas fläta, regia di Lars Sjögren (1984) – Cortometraggio
- Chock 2 - Kött, regia di Anders Lennberg (1997) – Cortometraggio
- Världens humorkväll, regia di Per Forssberg (2004)

### Doppiaggio
- Miss Gradenko in Spy Kids, regia di Robert Rodriguez (2001)

## Teatro
- Il signor Puntila e il suo servo Matti, di Bertolt Brecht (1996, Teatro Reale Drammatico)
- Questa ragazza è di tutti, di Tennessee Williams (1997, Theatre Plaza)
- Lungo viaggio verso la notte, di Eugene O'Neill (1998, Teatro Reale Drammatico)
- On ne badine pas avec l'amour, di Alfred de Musset (1998, Teatro Reale Drammatico)
- Kvinnan som slagfält, di Matei Vișniec (1999, Teatro Reale Drammatico)
- Klas Klättermus, di Thorbjørn Egner (1999-2000, Teatro Reale Drammatico)
- Il Tartuffo, di Molière (2000, Teatro Reale Drammatico)
- Popcorn, di Ben Elton (2000, Teatro Reale Drammatico)
- Comic Potential, di Alan Ayckbourn (2001, Teatro Reale Drammatico)
- Don Giovanni o Il convitato di pietra, di Molière (2002, Teatro Reale Drammatico)
- Zio Vanja, di Anton Čechov (2003, Stockholms stadsteater)
- La gatta sul tetto che scotta, di Tennessee Williams (2003, Stockholms stadsteater)
- Black Comedy, di Peter Shaffer (2004, Teatro Reale Drammatico)
- Nattpromenad , di Jonas Karlsson (2005, Stockholms stadsteater)
- Harry, ti presento Sally..., di Nora Ephron (2006, Stockholms stadsteater)
- Il padre, di August Strindberg (2010, Stockholms stadsteater)
- La calunnia, di Lillian Hellman (2013, Teatro Reale Drammatico)
- La donna del mare, di Henrik Ibsen (2017, Teatro Reale Drammatico)